# Luz (kommun)
Luz är en kommun i Brasilien.   Den ligger i delstaten Minas Gerais, i den sydöstra delen av landet, 500 km sydost om huvudstaden Brasília. Antalet invånare är 17 492.
Följande samhällen finns i Luz:
- Luz

Omgivningarna runt Luz är huvudsakligen savann. Runt Luz är det glesbefolkat, med 17 invånare per kvadratkilometer.